# すこやかホールディングス
すこやかホールディングスは、沖縄県沖縄市に本社を置く持株会社である。

## 概要
沖縄県に調剤専門薬局のすこやか薬局グループを展開する県内大手の調剤薬局会社・薬正堂が、2008年5月に株式移転で持ち株会社「すこやかホールディングス」を設立した。